# 8100 Nobeyama
8100 Nobeyama (1993 XF) là một tiểu hành tinh vành đai chính được phát hiện ngày 4 tháng 12 năm 1993 bởi M. Hirasawa và S. Suzuki ở Nyukasa.